# Ann Arbor Challenger
L'Ann Arbor Challenger è stato un torneo di tennis maschile che si è tenuto solo nel 2020 sui campi di cemento indoor dell'University of Michigan Varsity Tennis Center di Ann Arbor, in Michigan negli Stati Uniti d'America. 

## Albo d'oro

### Singolare
| Anno | Campione      | Finalista           | Punteggio     |
| ---- | ------------- | ------------------- | ------------- |
| 2020 | Ulises Blanch | Roberto Cid Subervi | 3–6, 6–4, 6–2 |

### Doppio
| Anno | Campioni                          | Finalisti                          | Punteggio        |
| ---- | --------------------------------- | ---------------------------------- | ---------------- |
| 2020 | Robert Galloway Hans Hach Verdugo | Nicolás Barrientos Alejandro Gómez | 4–6, 6–4, [10–8] |